# Lista Fyr
Lista fyr bestod tidligere af tre fyrtårne, men kun ét står tilbage i dag.
Fyret ligger på den vestligste del af halvøen Lista i Farsund kommune, Vest-Agder fylke i Norge og er stadig et landemærke til hjælp for skibstrafikken. Fyrtårnet er bygget i hugget granit og er fra 1833 og 34 meter højt. Det hurtigtblinkende linseapparatet er fortsat i drift. Fra 1853 til 1874 stod det tre fyrtårne af denne type på stedet for at adskille Lista fra andre fyr. To af dem blev fjernet, da fyrteknologien gjorde det overflødigt med trippellys. Lista havde tågesignal med et horn fra 1877 og en diafon fra 1937. I 1914 fik Lista en ny, stor lampe. Stationen omfatter maskinhus, boliger med tilhørende udhuse og bådehus. Elektrisk strøm blev lagt ind i bolighus og maskinhus i 1922 men i selve fyret og fyrlampen først 10 år senere.
Fyret har ud over fyrdriften meteorologisk station og kystmeldingstjeneste. Området er udlagt til landbrugs-, natur-, og friluftsformål i kommuneplanen for Farsund. Lista Fyr ligger ca. 10 km syd for Varnes Fyr.
Fyret er et karakteristisk landemærke i det flade, særegne kulturlandskab på Lista. Fyrtårnet er det eneste høje stentårn i regionen og sjældent i norsk fyrhistorisk sammenhæng. Fyrmesterboligen med udhuse er blandt de få bygninger ved fyrstationerne her i Norge fra begyndelsen af det nittende århundrede og har derfor høj aldersværdi. Det har stor fyrhistorisk interesse, at der har været tre ens fyrtårne på stedet. Et af tårnene blev flyttet og genrejst som Halten fyr i Trøndelag.
Lista fyr ligger samlet og er afgrænset af stengærder i det åbne landskab. Fyrstationen har betydning set i sammenhæng med Listakysten, som er Norges største skibskirkegård – f.eks. 1781 strandede hele 8 skibe ud for Lista. Dele af bygningsmassen bruges om sommeren som informationskiosk, café, kunstgalleri m.m. Der er adgang til at gå op i tårnet for at nyde udsigten. På dage med god sigt er tårnet for øvrigt synligt fra Udsigten i Kvinesdal.